# 潭子庄

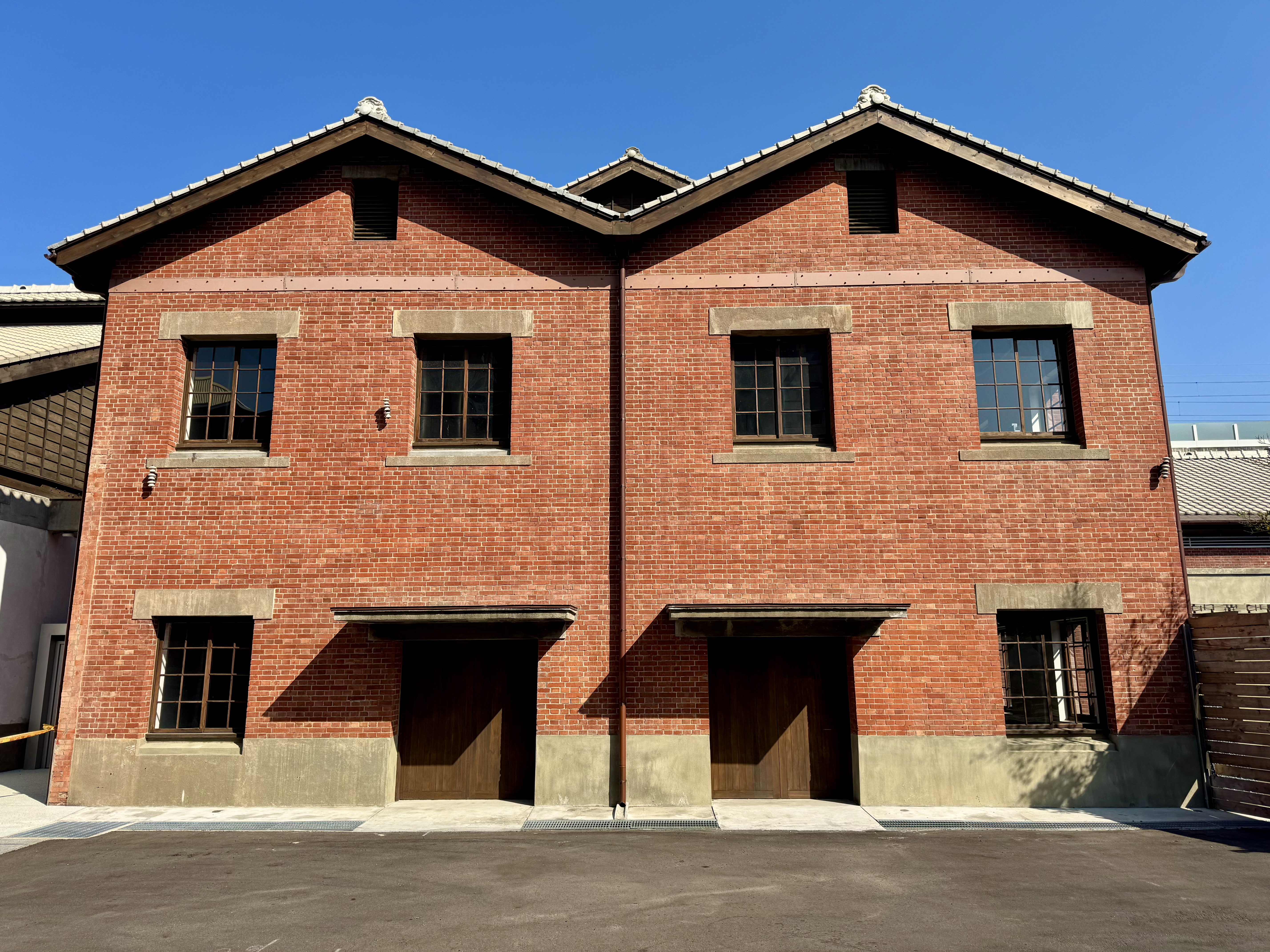
市定古蹟潭子農會穀倉

潭子庄，為1920年~1945年間存在之行政區，轄屬台中州豐原郡。今台中市潭子區。

## 街原名
原屬捒東上堡之大埔厝庄、潭仔墘庄、瓦磘仔庄、頭家厝庄、甘蔗崙庄、東員寶庄、茄荎角庄、聚興庄、校栗林庄
- 潭仔墘改稱潭子

## 行政區劃
潭子庄轄域內分為潭子、瓦磘子、頭家厝、甘蔗崙、東員寶、大埔厝、茄荎角、聚興、校栗林九個大字。
大埔厝大字下有「大埔厝」、「牛埔子」小字名